# Vergoraz
Vergoraz o Vergorazzo (in croato Vrgorac) è un comune di 6 572 abitanti della Croazia appartenente alla regione spalatino-dalmata.

## Geografia fisica
La alture principali sono il Veliki Šibenik (1314 m) e il monte San Rocco (Sv. Rok) (1063 m).

## Storia
Abitata in antichità dalla tribù illirica dei Daorsi, venne soggiogata dai Romani nel II secolo a.C.

La Dalmazia a nord del Narenta, dopo la caduta dell'Impero romano d'Occidente, e la parentesi del Regno ostrogoto, a seguito della guerra gotica (553) promossa dall'imperatore Giustiniano I entrò a far parte dei domini bizantini.
Tra il 614 e il 615 iniziò l'invasione àvara che raggiunse la costa della Dalmazia. L'imperatore Eraclio chiese aiuto contro di loro ai Serbi bianchi della Lusazia che nell'anno 630 occuparono le terre invase dagli Avari, liberandole. Come ricompensa, Eraclio permise ai Serbi di instaurare principati autonomi governati da un principe (in serbo župan, жупан), comunque, sotto la sovranità bizantina.
Il distretto di Vergoraz fece quindi parte del principato di Pagania.
Nel 1080 passò in dominio al Regno d'Ungheria; il territorio venne nuovamente occupato dai Serbi nel 1305 e poi, nel 1324, pervenne ai Bosniaci.

Nel 1463, assieme al resto del Regno di Bosnia, fu sottomessa dalle truppe ottomane che lo sottomisero al Principato di Zaclumia.
Scacciati i Turchi nel 1685 da parte dei territoriali di Vergoraz, capitanati dal montenegrino Rado Miletić, nel 1694 il paese ed altre località fino al Narenta si dedicarono a Venezia la quale però fu costretta a combattere strenuamente per mantenerne il possesso. 

Dopo la pace di Carlowitz del 1699, e con i confini segnati nel 1701 secondo la linea Grimani, Vergoraz rimase in possesso dei Veneziani.
Caduta la Serenissima, con la pace di Presburgo seguì il destino degli ex possedimenti veneziani entrando per un breve periodo nel Regno d’Italia napoleonico.
Col trattato di Schönbrunn del 1809 entrò a far parte delle Province Illiriche per entrare poi in mano austriaca col congresso di Vienna nel 1815 nel Regno di Dalmazia.
Dopo la prima guerra mondiale, entrò a far parte del neo costituito Regno dei Serbi, Croati e Sloveni.
Dopo la seconda guerra mondiale fece parte della Repubblica Socialista di Croazia; nell'ambito della Repubblica Socialista Federativa di Jugoslavia; dal 1991 fa parte della Croazia.

## Geografia antropica

### Località
Il comune di Vergoraz è diviso in 25 insediamenti (naselja) di seguito elencati. Tra parentesi il nome in lingua italiana.
- Banja
- Dragljane (Dragliane[5][7])
- Draževitići
- Duge Njive
- Dusina (Dussina[8])
- Kljenak (Clegna[7])
- Kokorići (Ullacca[5])
- Kotezi
- Kozica (Cosizza[7][8] o Cozizza[9])
- Kutac (Cutaz[10])
- Mijaca
- Orah (Orra[8])
- Podprolog
- Poljica Kozička
- Prapatnice
- Rašćane
- Ravča
- Stilja (Stilli[5][7])
- Umčani
- Veliki Prolog
- Vina
- Višnjica
- Vlaka (Ullacca[7])
- Vrgorac (Vergoraz)
- Zavojane